# Kazuko Sawamatsu
Ne pas confondre avec Naoko Sawamatsu, également joueuse de tennis.
Kazuko Sawamatsu (沢松 和子, Sawamatsu Kazuko), née le 5 janvier 1951 à Nishinomiya (Japon), est une joueuse de tennis japonaise, professionnelle dans la première moitié des années 1970.
Spécialiste de double dames, elle a notamment remporté Wimbledon aux côtés d'Ann Kiyomura en 1975, devenant la première Japonaise à inscrire son nom dans une épreuve du Grand Chelem.
En simple, sa meilleure performance dans un Majeur est une demi-finale à l'Open d'Australie en 1973.
Kazuko Sawamatsu a remporté cinq titres sur le circuit WTA pendant sa carrière, dont quatre en double.

## Palmarès

### Titres en simple dames
| No | Date       | Nom et lieu du tournoi           | Catégorie | Surface         | Finaliste      | Score         |          |
| -- | ---------- | -------------------------------- | --------- | --------------- | -------------- | ------------- | -------- |
| 1  | 10-07-1972 | Swiss Open Championships, Gstaad |           | Terre (ext.)    | Pam Teeguarden | 6-3, 4-6, 6-2 | Parcours |
| 2  | 03-11-1975 | Japan Open, Tokyo                |           | Moquette (int.) | Ann Kiyomura   | 6-2, 3-6, 6-1 |          |

### Finales en simple dames
| No | Date       | Nom et lieu du tournoi                              | Catégorie | Dotation | Surface      | Vainqueure       | Score           |          |
| -- | ---------- | --------------------------------------------------- | --------- | -------- | ------------ | ---------------- | --------------- | -------- |
| 1  | 14-05-1973 | Rothmans Surrey Hard Court Championships, Guildford |           | NC       | Terre (ext.) | Dianne Fromholtz | 7-5, 6-3        |          |
| 2  | 03-12-1973 | Queensland State Open, Brisbane                     |           | NC       | Gazon (ext.) | Janet Young      | 6-1, 6-4        | Parcours |
| 3  | 19-05-1975 | German Open Championships, Hambourg                 |           | 30 000 $ | Terre (ext.) | Renáta Tomanová  | 6-4, 6-75, 10-8 | Parcours |

### Titres en double dames
| No | Date       | Nom et lieu du tournoi                 | Catégorie | Dotation | Surface         | Partenaire           | Finalistes                   | Score         |          |
| -- | ---------- | -------------------------------------- | --------- | -------- | --------------- | -------------------- | ---------------------------- | ------------- | -------- |
| 1  | 04-12-1972 | Western Australian Championships Perth |           | 5 000 $  | Gazon (ext.)    | Margaret Smith Court | Evonne Goolagong Lesley Hunt | 6-2, 6-3      | Parcours |
| 2  | 02-01-1973 | New South Wales Open Sydney            |           | 9 500 $  | Gazon (ext.)    | Chris O'Neil         | Lesley Charles Glynis Coles  | 6-3, 6-4      | Parcours |
| 3  | 29-12-1973 | New South Wales Championships Sydney   |           | 35 000 $ | Gazon (ext.)    | Ann Kiyomura         | Janet Fallis Pam Whytcross   | 6-3, 6-3      | Parcours |
| 4  | 07-10-1974 | Japan Open Tokyo                       |           | NC       | Moquette (int.) | Ann Kiyomura         | Kimiyo Hatanaka Janet Young  | 4-6, 6-4, 6-0 |          |
| 5  | 23-06-1975 | The Championships Wimbledon            | G. Chelem | NC       | Gazon (ext.)    | Ann Kiyomura         | Françoise Dürr Betty Stöve   | 7-5, 1-6, 7-5 | Parcours |
| 6  | 03-11-1975 | Japan Open Tokyo                       |           | NC       | Moquette (int.) | Ann Kiyomura         | Kayoko Fukuoka Kiyoko Nomura | 6-2, 6-3      |          |

### Finales en double dames
| No | Date       | Nom et lieu du tournoi                  | Catégorie | Dotation | Surface         | Vainqueures                       | Partenaire          | Score         |          |
| -- | ---------- | --------------------------------------- | --------- | -------- | --------------- | --------------------------------- | ------------------- | ------------- | -------- |
| 1  | 14-07-1969 | Trophée Raquette d'Or Aix-en-Provence   |           | NC       | Terre (ext.)    | Françoise Dürr Ann Haydon-Jones   | Junko Sawamatsu     | 6-1, 5-7, 6-0 | Parcours |
| 2  | 18-11-1974 | Gunze Tournament Hirakata               |           | NC       | Moquette (int.) | Rosie Casals Lesley Hunt          | Julie Heldman       | 6-3, 6-4      | Parcours |
| 3  | 02-12-1974 | South Australian Championships Adélaïde |           | NC       | Gazon (ext.)    | Evonne Goolagong Peggy Michel     | Martina Navrátilová | 6-3, 4-6, 7-5 | Parcours |
| 4  | 09-12-1974 | Western Australian Championships Perth  |           | NC       | Gazon (ext.)    | Olga Morozova Martina Navrátilová | Lesley Hunt         | 6-1, 6-3      | Parcours |
| 5  | 19-05-1975 | German Open Championships Hambourg      |           | 30 000 $ | Terre (ext.)    | Dianne Fromholtz Renáta Tomanová  | Paulina Peisachov   | 6-3, 6-2      | Parcours |

## Parcours en Grand Chelem

### En simple dames
| Année | Championnat d'Australie Open d'Australie | Championnat d'Australie Open d'Australie | Internationaux de France | Internationaux de France | Wimbledon       | Wimbledon       | US Open         | US Open          |
| 1968  | -                                        | -                                        | 1er tour (1/64)          | B. Lindström             | 1er tour (1/64) | Kerry Melville  | -               | -                |
| 1969  | -                                        | -                                        | 2e tour (1/16)           | Lesley Turner            | 1er tour (1/64) | Karen Krantzcke | -               | -                |
| 1970  | -                                        | -                                        | 1er tour (1/32)          | Olga Morozova            | 3e tour (1/16)  | Karen Krantzcke | -               | -                |
| 1971  | -                                        | -                                        | 3e tour (1/8)            | Helen Gourlay            | 3e tour (1/16)  | Nancy Richey    | -               | -                |
| 1972  | -                                        | -                                        | 2e tour (1/32)           | Pam Teeguarden           | 2e tour (1/32)  | Judy Tegart     | 2e tour (1/16)  | Olga Morozova    |
| 1973  | 1/2 finale                               | Evonne Goolagong                         | 2e tour (1/16)           | Renáta Tomanová          | 2e tour (1/32)  | Pam Teeguarden  | 2e tour (1/16)  | Rosie Casals     |
| 1974  | 3e tour (1/8)                            | Janet Newberry                           | 1er tour (1/32)          | Mima Jaušovec            | 3e tour (1/16)  | Kerry Melville  | 1er tour (1/32) | Lesley Hunt      |
| 1975  | 1/4 de finale                            | Evonne Goolagong                         | 1/4 de finale            | Chris Evert              | 3e tour (1/16)  | Chris Evert     | 1/4 de finale   | Evonne Goolagong |

À droite du résultat, l’ultime adversaire.

### En double dames
| Année | Championnat d'Australie Open d'Australie | Championnat d'Australie Open d'Australie | Internationaux de France    | Internationaux de France    | Wimbledon                    | Wimbledon                 | US Open                     | US Open                  |
| 1968  | -                                        | -                                        | -                           | -                           | 2e tour (1/16) J. Sawamatsu  | M. Smith Virginia Wade    | -                           | -                        |
| 1969  | -                                        | -                                        | 3e tour (1/8) J. Sawamatsu  | Lesley Turner Virginia Wade | 3e tour (1/8) J. Sawamatsu   | M. Eisel V. Ziegenfuss    | -                           | -                        |
| 1970  | -                                        | -                                        | 2e tour (1/16) J. Sawamatsu | P. Bartkowicz K. Krantzcke  | 1/4 de finale J. Sawamatsu   | Rosie Casals B. J. King   | -                           | -                        |
| 1971  | -                                        | -                                        | 2e tour (1/16) J. Sawamatsu | Julie Heldman V. Ziegenfuss | 1er tour (1/32) J. Sawamatsu | Lucia Bassi Lea Pericoli  | -                           | -                        |
| 1972  | -                                        | -                                        | 2e tour (1/8) K. Kemmer     | Lesley Hunt Olga Morozova   | -                            | -                         | -                           | -                        |
| 1973  | 2e tour (1/8) B. Hawcroft                | P. Coleman W. Turnbull                   | 1/4 de finale K. Fukuoka    | Chris Evert Olga Morozova   | 1er tour (1/32) K. Fukuoka   | F. Bonicelli M. Fernández | 2e tour (1/8) K. Fukuoka    | F. Dürr Betty Stöve      |
| 1974  | 1/4 de finale Ann Kiyomura               | E. Goolagong Peggy Michel                | 1/4 de finale K. Fukuoka    | Chris Evert Olga Morozova   | 2e tour (1/16) K. Fukuoka    | L. Charles Sue Mappin     | 1er tour (1/16) Sally Greer | P. Bostrom Wendy Overton |
| 1975  | -                                        | -                                        | 1/2 finale Gail Sherriff    | Julie Anthony Olga Morozova | Victoire Ann Kiyomura        | F. Dürr Betty Stöve       | 2e tour (1/8) Ann Kiyomura  | J. Russell Jane Stratton |

Sous le résultat, la partenaire ; à droite, l’ultime équipe adverse.

### En double mixte
| Année | Open d'Australie | Open d'Australie | Internationaux de France      | Internationaux de France  | Wimbledon                     | Wimbledon                  | US Open | US Open |
| 1969  | -                | -                | 1er tour (1/32) Koji Watanabe | E. Polgár A. Ivanov       | 1/4 de finale Koji Watanabe   | M. Smith Ken Fletcher      | -       | -       |
| 1970  | n/a              | n/a              | 3e tour (1/8) Koji Watanabe   | B. J. King Bob Hewitt     | 1er tour (1/64) Koji Watanabe | Patti Hogan A. McDonald    | -       | -       |
| 1971  | n/a              | n/a              | 2e tour (1/16) Takeshi Koura  | D. Bouteleux A. Bouteleux | 2e tour (1/32) Takeshi Koura  | Judy Tegart Frew McMillan  | -       | -       |
| 1972  | n/a              | n/a              | 1er tour (1/16) J. Kamiwazumi | M. Fernández P. Cornejo   | 1er tour (1/64) J. Kamiwazumi | Wendy Overton Peter Curtis | -       | -       |
| 1973  | n/a              | n/a              | 1/4 de finale J. Kamiwazumi   | K. Kemmer F. Froehling    | 3e tour (1/16) J. Kamiwazumi  | B. J. King Owen Davidson   | -       | -       |
| 1974  | n/a              | n/a              | -                             | -                         | 3e tour (1/16) T. Sawamatsu   | Olga Morozova A. Metreveli | -       | -       |
| 1975  | n/a              | n/a              | -                             | -                         | 2e tour (1/16) Yuji Tezuka    | B. J. King Tony Roche      | -       | -       |

Sous le résultat, le partenaire ; à droite, l’ultime équipe adverse.

## Parcours en Coupe de la Fédération
| #                                                                  | Date       | Lieu                | Surface      | Gagnante(s)                      | Perdante(s)                        | Score         |          |
|                                                                    |            |                     |              |                                  |                                    |               |          |
| 1970 - 1er tour (groupe mondial) - France - Japon - 2 : 1          |            |                     |              |                                  |                                    |               |          |
| 1                                                                  | 19/05/1970 | Fribourg-en-Brisgau | Terre (ext.) | Kazuko Sawamatsu                 | Gail Sherriff                      | 6-2, 8-6      | Parcours |
| 1                                                                  | 19/05/1970 | Fribourg-en-Brisgau | Terre (ext.) | Gail Sherriff Christiane Spinoza | Junko Sawamatsu Kazuko Sawamatsu   | 6-2, 6-3      | Parcours |
|                                                                    |            |                     |              |                                  |                                    |               |          |
| 1971 - 1er tour (groupe mondial) - France - Japon - 2 : 1          |            |                     |              |                                  |                                    |               |          |
| 2                                                                  | 26/12/1970 | Perth               | Herbe (ext.) | Kazuko Sawamatsu                 | Gail Sherriff                      | 8-6, 4-6, 6-2 | Parcours |
| 2                                                                  | 26/12/1970 | Perth               | Herbe (ext.) | Gail Sherriff Françoise Dürr     | Junko Sawamatsu Kazuko Sawamatsu   | 6-3, 6-1      | Parcours |
|                                                                    |            |                     |              |                                  |                                    |               |          |
| 1972 - 1er tour (groupe mondial) - Japon - Grande-Bretagne - 0 : 3 |            |                     |              |                                  |                                    |               |          |
| 3                                                                  | 20/03/1972 | Johannesburg        | Dur (ext.)   | Virginia Wade                    | Kazuko Sawamatsu                   | 6-2, 6-3      | Parcours |
| 3                                                                  | 20/03/1972 | Johannesburg        | Dur (ext.)   | Virginia Wade Joyce Barclay      | Kimiyo Hatanaka Kazuko Sawamatsu   | 6-1, 6-2      | Parcours |
|                                                                    |            |                     |              |                                  |                                    |               |          |
| 1973 - 1er tour (groupe mondial) - Japon - Irlande - 3 : 0         |            |                     |              |                                  |                                    |               |          |
| 4                                                                  | 30/04/1973 | Bad Homburg         | Terre (ext.) | Kazuko Sawamatsu                 | Geraldine Barniville               | 6-4, 6-1      | Parcours |
| 4                                                                  | 30/04/1973 | Bad Homburg         | Terre (ext.) | Kazuko Sawamatsu Kimiyo Hatanaka | Geraldine Barniville Susan Minford | 6-1, 6-2      | Parcours |
|                                                                    |            |                     |              |                                  |                                    |               |          |
| 1973 - 2e tour (groupe mondial) - Australie - Japon - 2 : 0        |            |                     |              |                                  |                                    |               |          |
| 5                                                                  | 02/05/1973 | Bad Homburg         | Terre (ext.) | Evonne Goolagong                 | Kazuko Sawamatsu                   | 6-2, 6-0      | Parcours |
| 5                                                                  | 02/05/1973 | Bad Homburg         | Terre (ext.) | Hideko Goto Kazuko Sawamatsu     | Evonne Goolagong Janet Young       | Non disputé   | Parcours |
|                                                                    |            |                     |              |                                  |                                    |               |          |
| 1974 - 2e tour (groupe mondial) - Australie - Japon - 2 : 0        |            |                     |              |                                  |                                    |               |          |
| 6                                                                  | 13/05/1974 | Naples              | Terre (ext.) | Evonne Goolagong                 | Kazuko Sawamatsu                   | 6-2, 6-2      | Parcours |
|                                                                    |            |                     |              |                                  |                                    |               |          |
| 1975 - 1er tour (groupe mondial) - Canada - Japon - 1 : 2          |            |                     |              |                                  |                                    |               |          |
| 7                                                                  | 05/05/1975 | Aix-en-Provence     | Terre (ext.) | Kazuko Sawamatsu                 | Susan Stone                        | 6-3, 6-3      | Parcours |
| 7                                                                  | 05/05/1975 | Aix-en-Provence     | Terre (ext.) | Kayoko Fukuoka Kazuko Sawamatsu  | Andrée Martin Jane O'Hara          | 6-2, 6-0      | Parcours |
|                                                                    |            |                     |              |                                  |                                    |               |          |
| 1975 - 2e tour (groupe mondial) - Japon - Afrique du Sud - 1 : 2   |            |                     |              |                                  |                                    |               |          |
| 8                                                                  | 05/05/1975 | Aix-en-Provence     | Terre (ext.) | Kazuko Sawamatsu                 | Ilana Kloss                        | 6-1, 6-3      | Parcours |
| 8                                                                  | 05/05/1975 | Aix-en-Provence     | Terre (ext.) | Linky Boshoff Ilana Kloss        | Kayoko Fukuoka Kazuko Sawamatsu    | 7-5, 6-1      | Parcours |